# 7-й отдельный гвардейский разведывательный артиллерийский дивизион
7-й отдельный гвардейский разведывательный артиллерийский Кёнигсбергский ордена Александра Невского дивизион Резерва Главного Командования — воинское формирование Вооружённых Сил СССР, принимавшее участие в Великой Отечественной войне.
Сокращённое наименование — 7-й огв.радн РГК.

## История
Преобразован 18 ноября 1942 года из 826 отдельного разведывательного артиллерийского дивизиона 20-й армии Западного фронта.
В действующей армии с 18.11.1942 по 09.05.1945.
В ходе Великой Отечественной войны вёл артиллерийскую разведку в составе 3 ад в последующем 4 гв. тпад   Западного и 3-го Белорусского  фронтов.

## Состав
- Штаб
- Хозяйственная часть
- 1-я батарея звуковой разведки (1-я БЗР)
- 2-я батарея звуковой разведки (2-я БЗР)
- батарея топогеодезической разведки (БТР)
- взвод оптической разведки (ВЗОР)
- фотограмметрический взвод (ФГВ)
- хозяйственный взвод

## Подчинение
| Дата                 | Фронт                 | Армия          | Корпус  | Дивизия     | Бригада | Примечания |
| -------------------- | --------------------- | -------------- | ------- | ----------- | ------- | ---------- |
| 20.11.42 -10.2.43г.  | Западный фронт        | 20-я армия     | -       | 3-я ад      | -       | -          |
| 22.2.43 -23.3.43г    | Западный фронт        | 16-я армия     | -       | 3-я ад      | -       | -          |
| 23.3.4315-15.4. 43г. | Западный фронт        | 50-я армия     | -       | 3-я ад      | -       | -          |
| 15.4.-1.7.43г        | Западный фронт        | 11-я гв. армия | -       | 3-я ад      | -       | -          |
| 1.8.43-1.9.43г       | Западный фронт        | 33-я армия     | -       | 4-я гв.тпад | -       | -          |
| 1.9.43-1.2.44г       | Западный фронт        | -              | -       | 4-я гв.тпад | -       | -          |
| 1.2.44-1.5.44г.      | Западный фронт        | -              | 5-й акп | 4-я гв.тпад | -       | -          |
| 1.5.44-1.10.44г      | 3-й Белорусский фронт | -              | 5-й акп | 4-я гв.тпад | -       | -          |
| 1.11.44-1.1.45г      | 3-й Белорусский фронт | 28-я армия     | -       | 4-я гв.тпад | -       | -          |
| 1.1.45-1.3.45г       | 3-й Белорусский фронт | 5-я армия      | -       | 4-я гв.тпад | -       | -          |
| 1.3.45-1.4.45г       | 3-й Белорусский фронт | 43-я армия     | -       | 4-я гв.тпад | -       | -          |
| 1.5.45-9.5.45г       | 3-й Белорусский фронт | -              | -       | 4-я гв.тпад | -       | -          |

## Командование дивизиона
Командир дивизиона
- гв. майор, гв. подполковник Высокос Яков Афанасьевич
- гв. майор Сорокин Александр Андреевич

Начальник штаба дивизиона
- гв. капитан ,гв. майор Сорокин Александр Андреевич
- гв. майор Малинка Иван Нестерович

Заместитель командира дивизиона по политической части
- гв. капитан, гв. майор Першиков Михаил Петрович

Помощник начальника штаба дивизиона
- гв. капитан Реут Алексей Сергеевич
- гв. ст. лейтенант Сидорин Николай Леонтьевич

Помощник командира дивизиона по снабжению
- гв. капитан Гнибидин Николай Фёдорович

## Командиры подразделений дивизиона
Командир 1-й БЗР
- гв. капитан Малинка Иван Нестерович
- гв. капитан Самохин Александр Михайлович

Командир 2-й БЗР
- гв. капитан  Марченко Арсений Иванович
- гв. ст. лейтенант Никитин Николай Семёнович
- гв. капитан Емельянов Владимир Иванович

Командир БТР
- гв. капитан Федько Алексей Сергеевич
- гв. капитан Реут Иван Иванович

Командир ВЗОР
- гв. лейтенант Чернявский Григорий Степанович

Командир ФГВ
- гв. ст. лейтенант Сандул Александр Иосифович

## Награды и почётные наименования
| Награды и наименования               | дата          | за что получена |
| ------------------------------------ | ------------- | --- |
| Почётное звание «Гвардейский»        | 18.11.42 г.   | присвоено приказом Народного комиссара обороны СССР № 365 от 18 ноября 1942 года За проявленную отвагу в боях за Отечество с немецкими захватчиками, за стойкость, мужество, дисциплину и организованность, за героизм личного состава |
| Почетное наименование Кёнигсбергский | 9.04.1945 г.  | присвоено приказом Верховного Главнокомандующего № 333 от 9 апреля 1945 года за образцовое выполнение задач артиллерийской при овладении городом и крепостью Кёнигсберг.                                                               |
| Орден Александра Невского            | 19.02.1945 г. | награжден указом Президиума Верховного Совета СССР за образцовое выполнение боевых заданий командования в боях с немецкими захватчиками, за овладение городами Тильзит, Гросс, Жиллен, Каукемен, Скайсгиррен, Ауловеннен               |